# Vuelta a Colombia 1977
La 27.ª edición de la Vuelta a Colombia tuvo lugar entre el 23 de mayo y el 5 de junio de 1977. El boyacense Rafael Antonio Niño del equipo Bancafetero A se coronó por cuarta vez como campeón de la Vuelta con un tiempo de 39 h, 36 min y 34 s.

## Equipos participantes[1]
| Equipo                        | Categoría  |
| ----------------------------- | ---------- |
| Bancafetero A                 | Aficionado |
| Bancafetero B                 | Aficionado |
| Bélgica                       | Aficionado |
| Castalia                      | Aficionado |
| Ciclo Ases                    | Aficionado |
| Cundinamarca A                | Aficionado |
| Ecuador                       | Aficionado |
| España                        | Aficionado |
| Guatemala                     | Aficionado |
| Huila                         | Aficionado |
| Libreta de Plata A            | Aficionado |
| Libreta de Plata B            | Aficionado |
| Licorera-Lotería de Boyacá    | Aficionado |
| México                        | Aficionado |
| Minobras A                    | Aficionado |
| Mixto Antioquia-Castalia      | Aficionado |
| Mixto Bogotá-Ferreina-Nariño  | Aficionado |
| Mixto Bolívar-Quindío         | Aficionado |
| Mixto Meta-Cauca              | Aficionado |
| Mixto Minobras-Olcicas-Ovalle | Aficionado |
| Mixto Santander-César         | Aficionado |
| Quindío-Ciclo Mantilla        | Aficionado |
| Risaralda                     | Aficionado |
| Valle-Águila Roja             | Aficionado |
| Valle-Boyacá                  | Aficionado |

## Etapas
| Etapa      | Fecha      | Recorrido                            | Distancia (km)       | Ganador                      | Líder                        |                      |
| ---------- | ---------- | ------------------------------------ | -------------------- | ---------------------------- | ---------------------------- | -------------------- |
| Prólogo    | 23 de mayo | Santa Marta                          | 9 (CRI)              | No se realizó por mal tiempo | No se realizó por mal tiempo |                      |
| 1.ª etapa  | 24 de mayo | Santa Marta - Ciénaga - Barranquilla | 70 (CRE)             | Equipo Bancafetero A         | Manuel Ignacio Gutiérrez     |                      |
| 2.ª etapa  | 25 de mayo | Barranquilla - Cartagena             | 137                  | Manuel Ignacio Gutiérrez     | Manuel Ignacio Gutiérrez     |                      |
| 3.ª etapa  | 26 de mayo | Arjona - Sincelejo                   | 165                  | Jaime Galeano                | Manuel Ignacio Gutiérrez     |                      |
| 4.ª etapa  | 27 de mayo | Sincelejo - Montería                 | 125                  | Julio Alberto Rubiano        | Rigoberto Ramírez            |                      |
| 5.ª etapa  | 28 de mayo | Yarumal - Medellín                   | 120                  | Luis Enrique Murillo         | Manuel Ignacio León          |                      |
|            | 29 de mayo | Descanso en Medellín                 | Descanso en Medellín | Descanso en Medellín         | Descanso en Medellín         | Descanso en Medellín |
| 6.ª etapa  | 30 de mayo | Medellín - Riosucio                  | 153                  | Luis Enrique Murillo         | Manuel Ignacio León          |                      |
| 7.ª etapa  | 31 de mayo | Pereira - Cartago                    | 25 (CRI)             | Rafael Antonio Niño          | Manuel Ignacio León          |                      |
| 8.ª etapa  | 31 de mayo | La Paila - Cali                      | 148                  | Jaime Galeano                | Manuel Ignacio León          |                      |
| 9.ª etapa  | 1 de junio | Cerritos-Armenia                     | 161                  | Luis Enrique Murillo         | Alfonso Flórez Ortiz         |                      |
| 10.ª etapa | 2 de junio | Armenia - Manizales                  | 109                  | Rafael Antonio Niño          | Alfonso Flórez Ortiz         |                      |
| 11.ª etapa | 3 de junio | Manizales - Armero                   | 147                  | Rafael Antonio Niño          | Rafael Antonio Niño          |                      |
| 12.ª etapa | 4 de junio | El Espinal - Bogotá                  | 157                  | Fabio de Jesús Arias         | Rafael Antonio Niño          |                      |
| 13.ª etapa | 5 de junio | Circuito Autódromo de Bogotá         | 120                  | Jaime Galeano                | Rafael Antonio Niño          |                      |

## Clasificaciones finales

### Clasificación general
Los diez primeros en la clasificación general final fueron:
| Clasificación general |                         |                              |                  |
| Ciclista              | Ciclista                | Equipo                       | Tiempo           |
| --------------------- | ----------------------- | ---------------------------- | ---------------- |
| 1.º                   | Rafael Antonio Niño     | Bancafetero A                | 39 h 36 min 34 s |
| 2.º                   | José Patrocinio Jiménez | Minobras A                   | + 15 s           |
| 3.º                   | Alfonso Flórez Ortiz    | Castalia                     | + 1 min 08 s     |
| 4.º                   | Norberto Cáceres        | Licorera-Lotería de Boyacá   | + 2 min 45 s     |
| 5.º                   | Manuel Ignacio León     | Licorera-Lotería de Boyacá   | + 5 min 28 s     |
| 6.º                   | Álvaro Pachón Morales   | Libreta de Plata A           | + 7 min 08 s     |
| 7.º                   | Rigoberto Ramírez       | Mixto Bogotá-Ferreina-Nariño | + 8 min 58 s     |
| 8.º                   | Carlos Julio Siachoque  | Libreta de Plata A           | + 10 min 39 s    |
| 9.º                   | Plinio Casas            | Licorera-Lotería de Boyacá   | + 13 min 27 s    |
| 10.º                  | José Alfonso López      | Libreta de Plata A           | + 13 min 57 s    |

### Clasificación de la montaña
| Clasificación de la montaña |                         |               |        |
| Ciclista                    | Ciclista                | Equipo        | Puntos |
| --------------------------- | ----------------------- | ------------- | ------ |
| 1.º                         | Rafael Antonio Niño     | Bancafetero A | 17     |
| 2.º                         | José Patrocinio Jiménez | Minobras A    | 11     |
| 2.º                         | Luis Enrique Murillo    | Minobras      | 10     |

### Clasificación de las metas volantes
| Clasificación de las metas volantes |                      |             |        |
| Ciclista                            | Ciclista             | Equipo      | Puntos |
| ----------------------------------- | -------------------- | ----------- | ------ |
| 1.º                                 | Jaime Galeano        | Águila Roja | 35     |
| 2.º                                 | Jos Devitz           | Bélgica     | 29     |
| 3.º                                 | Luis Enrique Murillo | Minobras A  | 29     |

### Clasificación de la combinada
| Clasificación de la combinada |                         |               |        |
| Ciclista                      | Ciclista                | Equipo        | Puntos |
| ----------------------------- | ----------------------- | ------------- | ------ |
| 1.º                           | Rafael Antonio Niño     | Bancafetero A | 12     |
| 2.º                           | José Patrocinio Jiménez | Minobras A    | 20     |
| 3.º                           | Luis Enrique Murillo    | Minobras A    | 22     |

### Clasificación de la regularidad
| Clasificación de la regularidad |                         |               |        |
| Ciclista                        | Ciclista                | Equipo        | Puntos |
| ------------------------------- | ----------------------- | ------------- | ------ |
| 1.º                             | Rafael Antonio Niño     | Bancafetero A | 72     |
| 2.º                             | Jaime Galeano           | Águila Roja   | 57     |
| 3.º                             | José Patrocinio Jiménez | Minobras A    | 55     |

### Clasificación de los novatos
| Clasificación de los novatos |                   |          |                  |
| Ciclista                     | Ciclista          | Equipo   | Tiempo           |
| ---------------------------- | ----------------- | -------- | ---------------- |
| 1.º                          | Rigoberto Ramírez | Ferreina | 39 h 45 min 32 s |

### Clasificación por equipos
| Clasificación por equipos |                            |                   |
| Equipo                    | Equipo                     | Tiempo            |
| ------------------------- | -------------------------- | ----------------- |
| 1.º                       | Licorera-Lotería de Boyacá | 120 h 46 min 20 s |
| 2.º                       | Libreta de Plata A         | + 10 min 03 s     |
| 3.º                       | Castalia                   | + 10 min 59 s     |